# Cteniscus luminosus
Cteniscus luminosus là một loài tò vò trong họ Ichneumonidae.